# Federació àrab de l'Iraq i Jordània
La Federació Àrab de l'Iraq i Jordània (àrab: الاتحاد العربي الهاشمي, al-Ittiḥād al-ʿArabī al-Hāximī, ‘Unió Àrab Haiximita’) va ser un país de curta durada que es va formar el 1958 de la unió de l'Iraq i Jordània. Encara que el nom implica una estructura federal, era de facto una confederació.
La Federació es va constituir el 14 de febrer de 1958, quan el rei Faisal II de l'Iraq i el seu cosí, el rei Hussein de Jordània, van tractar d'unir els seus dos regnes haiximites, com a resposta a la formació de la República Àrab Unida. La unió va durar només sis mesos, quan va ser dissolta oficialment el 2 d'agost de 1958, després que Faisal fos deposat per un cop militar el 14 de juliol.

## Intents històrics d'unificació
Des de la dècada de 1930 a la dinastia Haiximita van tractar de promoure la unitat àrab. Això es va poder veure en els esforços de l'Iraq i Jordània a unir-se en tres moments diferents. "Des de la perspectiva iraquiana, Jordània tenia poc a oferir, ni econòmicament ni estratègicament, per contrarestar els seus nombrosos passius" Aquests passius inclouen la moderació del rei de Jordània, Abdallah sobre el conflicte àrab-israelià a instàncies de la Gran Bretanya, i la inestable relació entre el rei Abd-Al·lah I de Jordània i el seu nebot, regent de l'Iraq, Abdul Illah. Els dos països van intentar la unificació en el 1946-1947 presentada pel rei Abd-Al·lah "A partir de la seva promoció renovada del sistema de la Gran Síria" La segona vegada va ser en el 1951-1952 i el resultat de la temptativa de rescatar Jordània per al control haiximita després de l'assassinat del rei Abd-Al·lah. El 1958 va marcar la tercera aliança, que va sortir dels interessos regionals compartits entre l'Iraq i Jordània contra l'expansió de la República Àrab Unida.

## Antecedents
Durant els anys postcolonials, al món àrab, moltes forces van defensar per la creació d'un únic estat àrab. Populars sota el nom del nacionalisme àrab, aquest principi es va convertir cada vegada més popular entre els intel·lectuals joves de tot l'Orient Mitjà i a l'Iraq durant la dècada de 1950. Moltes versions diferents del nacionalisme àrab van aixecar, liderat per molts líders diferents, el més famós és l'abraçat per Gamal Abd Al-Nasser, el president d'Egipte. La visió de Nasser d'un estat panàrab lliure d'estrangers, específicament europeus, la interferència, la reforma agrària i la dissolució d'una governant monarquia activa. Per als realistes i europeus alineats de l'Iraq, la visió de Nasser era incompatible. Liderats pel primer ministre Nuri as-Said sota el rei Faisal II, Iraq era un estat real haiximita des de l'arribada de Faisal el 1922 en el llegat dels britànics. La base de la regla a l'Iraq era el govern legítim diametralment oposats defensats per Nasser, que havien enderrocat la mateixa monarquia egípcia el 1952, quan el Moviment d'Oficials Lliures van obligar el rei Faruk a exiliar-se. Per complicar encara més la relació, era la relació de l'Iraq amb Occident i els seus blocs de Lluita contra la Unió Soviètica. El 1955, Iraq va entrar en el Pacte de Bagdad a instàncies dels Estats Units i el Regne Unit. Aquest pacte va intentar bloquejar la Unió Soviètica de l'expansió cap al sud en impedir l'accés de l'URSS als recursos de petroli d'Orient Mitjà i el seu objectiu era evitar que s'establís un punt de suport en la regió; especialment entre la població. El Pacte de Bagdad va alinear a Iraq amb Turquia, Pakistan, Iran i el Regne Unit. Si bé as-Said va veure el tractat com una garantia per a la seguretat de l'Estat iraquià, el seu govern i la monarquia haiximita, Nasser va criticar obertament i en veu alta va dir que el tractat era com una capitulació davant les potències estrangeres.
El 1958, la formació de la República Àrab Unida entre Síria i Egipte va portar ideals panàrabs de Nasser que amenaçaven l'existència de dos règims haiximites, fins a les fronteres occidentals de l'Iraq. Per tal de contrarestar el panarabisme de Nasser, as-Said es va acostar al govern Haiximita de Jordània, per discutir la formació d'un sindicat, mentre que també apaivagués als nacionalistes àrabs a l'Iraq. Oficialment format al febrer 1958, la Unió Àrab o de la Federació àrab van unir a la política exterior i les funcions de defensa de cada país, però va deixar la gran majoria d'altres programes nacionals sota jurisdicció nacional. Nuri as-Said va esdevenir el primer ministre de la Unió Àrab. Nuri as-Said va creure erròniament que l'exèrcit iraquià mantindria al rei i el seu govern en el seu tron, es va oblidar de veure la força creixent al cos d'oficials sunnites contra el règim que el va enderrocar, el govern iraquià i la Unió Àrab durant l'estiu de 1958.

## Fracàs
La tensió entre la República Àrab Unida (RAU) i la Federació Àrab va resultar en la caiguda d'as-Said, la Unió i de tot el règim iraquià haiximita. Durant l'estiu de 1958, els moviments de tropes de la RAU a la frontera amb Síria va instigar a la Unió Àrab a mobilitzar tropes per fer front a aquest moviment. El juliol de 1958, les tropes van liderar el viatge d'Abd al-Karim Qasim a través de l'Iraq, va tenir l'oportunitat d'enderrocar el rei i el seu govern a Bagdad. Amb la caiguda i la consegüent mort de Saed, el rei Faisal II i la resta de la família reial iraquiana, tant el règim haiximita va caure i amb ell la curta vida de la Unió Àrab.
La revolució i la caiguda de la dinastia haiximita de l'Iraq no seria la fi de les relacions entre l'Iraq i Jordània. El 1975 Jordània es va apartar de la seva relació econòmica amb Síria i en el seu lloc va mirar a l'Iraq. Iraq ofereix a Jordània una economia forta, els diners del petroli, un mercat gran i estratègic profund. Amb l'ajuda financera de l'Iraq, Jordània va fer alguns beneficis econòmics. De fet, el 1990 l'Iraq era "el mercat més gran de Jordània, estava pagant els deutes de crèdit comercial en petroli, i va estendre l'esperança de lucratius contractes de reconstrucció després de la guerra entre l'Iran i l'Iraq".